# De Havilland DH.77
Il de Havilland DH.77 fu un prototipo di caccia intercettore britannico realizzato negli anni venti dalla de Havilland. Fu pensato come un intercettore a salita rapida destinato alla Royal Air Force, pertanto fu un leggero monoplano equipaggiato con un propulsore dalla potenza relativamente bassa. Nonostante le sue ottime prestazioni, non raggiunse mai la produzione in serie perché gli fu preferito il biplano Hawker Fury.

## Storia

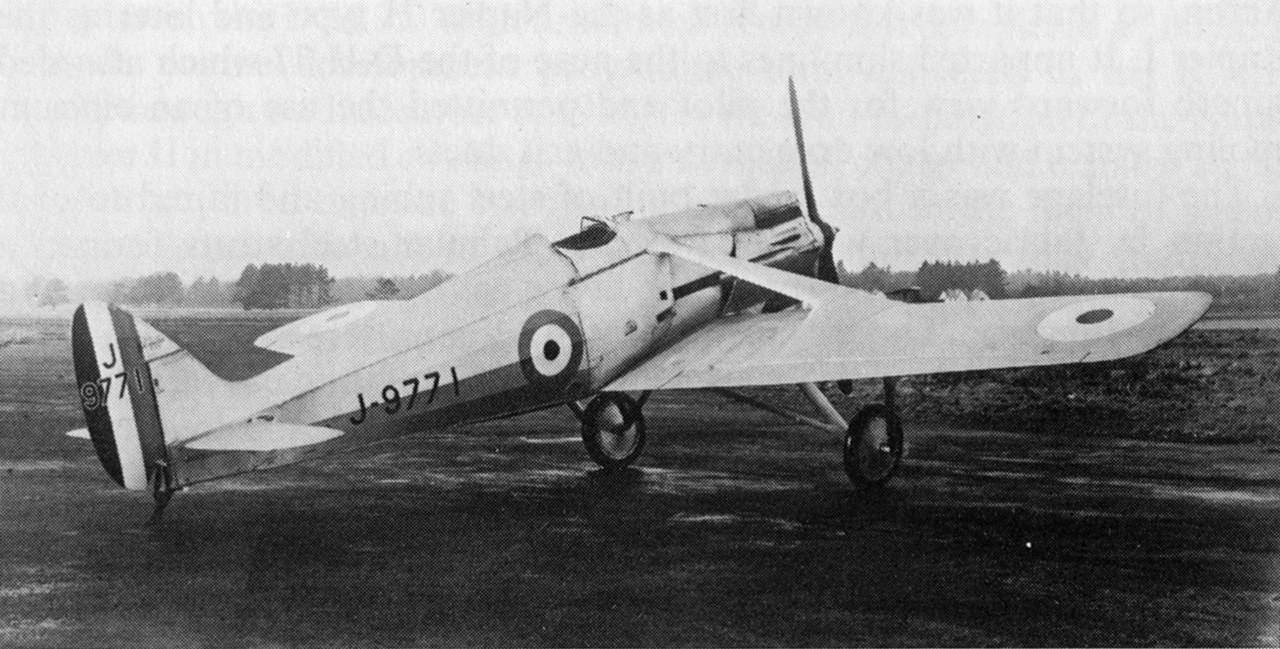

Nel 1927, l'Air Ministry si trovò dinanzi alla necessità di dover contrastare la sempre maggiore potenza che i bombardieri andavano acquisendo, pertanto rilasciò le specifiche F.20/27, che richiedevano la realizzazione di un intercettore monoposto. Diversamente dalle specifiche emesse in precedenza per i caccia, ora si richiedeva un aereo con una limitata autonomia, non inteso per prendere parte a lunghi pattugliamenti aerei, veloce nel salire di quota e che fosse equipaggiato il minimo indispensabile.  Per andare incontro a queste richieste la de Havilland costruì, come impresa privata, il DH.77, progettato da George Carter, della Gloster Aircraft Company in stretta collaborazione con l'ingegnere esperto di motori Frank Halford.
Il DH.77 fu un monoplano piccolo, leggero e ad ala bassa, di costruzione mista tra legno e metallo, equipaggiato con il motore ad H Napier Rapier da 300 hp (224 kW), il quale offriva un'area frontale molto piccola in modo da ridurre la resistenza all'aria. Le ali erano assicurate alla fusoliera da strutture poste sul lato superiore delle ali e che si congiungevano con la parte alta della fusoliera stessa. L'aereo possedeva grandi alettoni e una timone di coda molto mobile che offriva un buon controllo sull'assetto del mezzo. Come armamento disponeva di una coppia di Vickers sincronizzate poste ai due lati della cabina del pilota.
Il prototipo volò la prima volta l'11 luglio 1929. Nonostante la bassa potenza del motore Rapier (che offriva solo il 60% della potenza del Rolls-Royce Kestrel che era montato sul concorrente Hawker Hornet), il DH.77 ebbe prestazioni eccellenti raggiungendo i 328 km/h (204 mph) (anche se i risultati ottenuti trasportando un carico militare completo furono inferiori, toccando i 298 km/h (185 mph)). Fu consegnato alla base di Martlesham Heath per essere sottoposto ai test per l'idoneità al volo il 12 dicembre 1929. Il prototipo fu acquistato dall'Air Ministry, ma non furono mai emessi ordini per la produzione in quanto si decise di commissionare i più pesanti e più potenti Hawker Fury. Il DH.77 fu utilizzato alla base di Martlesham fino al 1934.